# Martin Juritsch
Martin Juritsch (ur. 19 września 1928 w Filipovie w Wojwodinie, zm. 4 sierpnia 1999 w Bruchsal) – niemiecki ksiądz katolicki, w latach 1983–1992 generał pallotynów. Pochowany we Friedbergu.